# 哈啰出行
哈啰原名哈罗单车、哈啰出行，2022年4月25日宣布企业品牌名簡化並正式更名为现名。是在中国大陆发展中的一个共享单车品牌，亦提供網約車及付費順風車等生活服務。
哈啰从大家最熟悉的共享单车业务起步，逐渐进化为包括两轮出行（哈啰单车、哈啰助力车、哈啰电动车、小哈换电）、四轮出行（哈啰顺风车、全网叫车、哈啰打车），以及酒旅、到店服务等的多元化出行及生活服务平台。

## 历史
哈啰单车所属公司成立于2016年3月，同年9月项目成立，11月开始在杭州上线运营。创始人兼CEO杨磊，29岁，一名连续创业者。有报道称，数据调查显示，哈啰单车的整体市场份额长期保持行业第三，位于ofo和摩拜之后，为第二梯队领头羊。2017年10月24日，有“共享单车第一股”之称的“永安行”发布公告，参股公司江苏永安行低碳科技有限公司与哈啰单车母公司上海钧正网络科技有限公司签署协议，受让钧正科技100%股权，哈啰单车CEO杨磊出任新公司CEO。此为中国大陆共享单车行业首起并购案。
与已在中国大陆流行的摩拜单车和ofo小黄车不同，哈啰单车在市场“单车大战”之际选择了市场相对空白的二三线城市作为发展起点，并凭借融资推行免押金模式。
2021年4月23日，哈啰出行Hello周五向SEC提交了申请，计划通过首次公开募股筹集至多1亿美元（占位符）。哈啰出行公司计划在纳斯达克上市，但尚未选择交易代码，预期HLLO。 Hello于2021年2月25日秘密提交。自2021年3月起，它就一直在我们的私人公司关注名单上。Credit Suisse（瑞士信贷集团）, Morgan Stanley（摩根士丹利） 和 CICC（中金公司）是该交易的联合账簿管理人。
2025年3月7日，哈囉宣佈正式在香港部分地區投放共享單車，並以“HelloRide”營運。HelloRide與樂區踩LocoBike成為香港僅有的兩間共享單車服務公司。

## 车辆款式
哈啰单车目前有超過五种款式，每种车架均为白色以及藍色，部分新車型會有橙色點綴。全部车型均使用实心胎，并设置智能锁，由太阳能电池板车筐供电。
- 宜昌市的哈啰单车（已淘汰）
- 海口市的哈啰单车（已淘汰）
- 哈啰单车（已淘汰）
- 杭州市的哈啰单车（已淘汰）
- 泉州市的哈啰电单车（已淘汰）
- 苏州市挂有专用号牌的哈啰單車（A55車型）